# خاتون أباد (أصفهان)
خاتون أباد هي قرية في مقاطعة أصفهان، إيران. عدد سكان هذه القرية هو 2,039 في سنة 2006.